# Liste der Autorenbeteiligungen und Produktionen von Max Martin
Dies ist eine Übersicht über die Autorenbeteiligungen und Musikproduktionen des schwedischen Musikers Max Martin, der auch unter seinem bürgerlichen Namen Karl Martin Sandberg oder nur Martin Sandberg schreibt und produziert. Zu berücksichtigen ist, dass Hitmedleys, Remixe, Liveaufnahmen oder Neuaufnahmen des gleichen Interpreten nicht aufgeführt werden. Ebenso werden aus Gründen der besseren Übersicht lediglich nennenswerte Coverversionen aufgeführt. Tätigkeiten als Komponist und/oder Liedtexter sind in der folgenden Tabelle unter der Spalte „Autor“ zusammengefasst worden. Für eine Übersicht aller Charterfolge siehe Max Martin (Musiker)/Diskografie.

## #
| Jahr | Titel           | Interpret       | Autor                       | Produzent                   |
| ---- | --------------- | --------------- | --------------------------- | --------------------------- |
| 2009 | 3               | Britney Spears  | Grünes Häkchensymbol für ja | Grünes Häkchensymbol für ja |
| 2005 | 4ever           | The Veronicas   | Grünes Häkchensymbol für ja | Grünes Häkchensymbol für ja |
| 2012 | 22              | Taylor Swift    | Grünes Häkchensymbol für ja | Grünes Häkchensymbol für ja |
| 1997 | 10’000 Promises | Backstreet Boys | Grünes Häkchensymbol für ja | Grünes Häkchensymbol für ja |

## ()
| Jahr | Titel                | Interpret      | Autor                       | Produzent                   |
| ---- | -------------------- | -------------- | --------------------------- | --------------------------- |
| 1999 | (You Drive Me) Crazy | Britney Spears | Grünes Häkchensymbol für ja | Grünes Häkchensymbol für ja |
| 1998 | … Baby One More Time | Britney Spears | Grünes Häkchensymbol für ja | Grünes Häkchensymbol für ja |
| 2004 | … Baby One More Time | Olivia Jones   | Grünes Häkchensymbol für ja |                             |
| 2016 | … Baby One More Time | The Baseballs  | Grünes Häkchensymbol für ja |                             |
| 2016 | … Baby One More Time | Resaid         | Grünes Häkchensymbol für ja | Grünes Häkchensymbol für ja |
| 2017 | …Ready for It?       | Taylor Swift   | Grünes Häkchensymbol für ja | Grünes Häkchensymbol für ja |

## A
| Jahr | Titel                                 | Interpret                       | Autor                       | Produzent                   |
| ---- | ------------------------------------- | ------------------------------- | --------------------------- | --------------------------- |
| 2016 | A Lonely Night                        | The Weeknd                      | Grünes Häkchensymbol für ja | Grünes Häkchensymbol für ja |
| 2009 | About You Now                         | Miranda Cosgrove                |                             | Grünes Häkchensymbol für ja |
| 2001 | Africa                                | E-Type                          | Grünes Häkchensymbol für ja | Grünes Häkchensymbol für ja |
| 2012 | All That Matters (The Beautiful Life) | Ke$ha                           | Grünes Häkchensymbol für ja | Grünes Häkchensymbol für ja |
| 2009 | All That Sh** Is Done                 | Carolina Liar                   |                             | Grünes Häkchensymbol für ja |
| 2014 | All You Had to Do Was Stay            | Taylor Swift                    | Grünes Häkchensymbol für ja | Grünes Häkchensymbol für ja |
| 2015 | All You Had to Do Was Stay            | Ryan Adams                      | Grünes Häkchensymbol für ja |                             |
| 2007 | Alone                                 | Avril Lavigne                   | Grünes Häkchensymbol für ja |                             |
| 2005 | Analogue (All I Want)                 | a-ha                            | Grünes Häkchensymbol für ja | Grünes Häkchensymbol für ja |
| 1998 | Angels Crying                         | E-Type                          |                             | Grünes Häkchensymbol für ja |
| 2015 | Another Lonely Night                  | Adam Lambert                    | Grünes Häkchensymbol für ja | Grünes Häkchensymbol für ja |
| 1998 | Anywhere Is Paradise                  | Jessica                         | Grünes Häkchensymbol für ja |                             |
| 2015 | Army                                  | Ellie Goulding                  | Grünes Häkchensymbol für ja | Grünes Häkchensymbol für ja |
| 2015 | Around the World                      | Natalie La Rose feat. Fetty Wap | Grünes Häkchensymbol für ja |                             |
| 1997 | As Long as You Love Me                | Backstreet Boys                 | Grünes Häkchensymbol für ja | Grünes Häkchensymbol für ja |
| 1997 | Autorennen                            | Die Schlümpfe                   | Grünes Häkchensymbol für ja |                             |

## B
| Jahr | Titel                                    | Interpret                              | Autor                       | Produzent                   |
| ---- | ---------------------------------------- | -------------------------------------- | --------------------------- | --------------------------- |
| 2015 | Baby (T.U.M.H.)                          | Eskimo Callboy                         | Grünes Häkchensymbol für ja |                             |
| 2011 | Back 2 Life                              | E-Type                                 |                             |                             |
| 2015 | Back Together                            | Robin Thicke feat. Nicki Minaj         | Grünes Häkchensymbol für ja | Grünes Häkchensymbol für ja |
| 2014 | Bad Blood                                | Taylor Swift                           | Grünes Häkchensymbol für ja | Grünes Häkchensymbol für ja |
| 2015 | Bad Blood                                | Taylor Swift feat. Kendrick Lamar      | Grünes Häkchensymbol für ja | Grünes Häkchensymbol für ja |
| 2015 | Bad Blood                                | Madilyn Bailey                         | Grünes Häkchensymbol für ja |                             |
| 2015 | Bad Blood                                | Ryan Adams                             | Grünes Häkchensymbol für ja |                             |
| 2016 | Bad Decisions                            | Ariana Grande                          | Grünes Häkchensymbol für ja | Grünes Häkchensymbol für ja |
| 2014 | Bang Bang                                | Jessie J / Ariana Grande / Nicki Minaj | Grünes Häkchensymbol für ja | Grünes Häkchensymbol für ja |
| 1995 | Beautiful Life                           | Ace of Base                            |                             |                             |
| 2011 | Beautiful People                         | Cher Lloyd feat. Carolina Liar         |                             | Grünes Häkchensymbol für ja |
| 2009 | Beautiful World                          | Carolina Liar                          | Grünes Häkchensymbol für ja | Grünes Häkchensymbol für ja |
| 2012 | Beauty and a Beat                        | Justin Bieber feat. Nicki Minaj        | Grünes Häkchensymbol für ja | Grünes Häkchensymbol für ja |
| 2005 | Behind These Hazel Eyes                  | Kelly Clarkson                         | Grünes Häkchensymbol für ja | Grünes Häkchensymbol für ja |
| 2009 | Better Alone                             | Carolina Liar                          |                             | Grünes Häkchensymbol für ja |
| 2009 | Bigger                                   | Backstreet Boys                        | Grünes Häkchensymbol für ja | Grünes Häkchensymbol für ja |
| 2001 | Bimbo                                    | Lambretta                              | Grünes Häkchensymbol für ja |                             |
| 2013 | Birthday                                 | Katy Perry                             | Grünes Häkchensymbol für ja | Grünes Häkchensymbol für ja |
| 2021 | Biutyful                                 | Coldplay                               | Grünes Häkchensymbol für ja | Grünes Häkchensymbol für ja |
| 2014 | Blank Space                              | Taylor Swift                           | Grünes Häkchensymbol für ja | Grünes Häkchensymbol für ja |
| 2015 | Blank Space                              | Ryan Adams                             | Grünes Häkchensymbol für ja |                             |
| 2019 | Blinding Lights                          | The Weeknd                             | Grünes Häkchensymbol für ja | Grünes Häkchensymbol für ja |
| 1995 | Blooming 18                              | Ace of Base                            |                             | Grünes Häkchensymbol für ja |
| 2010 | Blow                                     | Ke$ha                                  | Grünes Häkchensymbol für ja | Grünes Häkchensymbol für ja |
| 2002 | Blow Your Mind                           | Nick Carter                            | Grünes Häkchensymbol für ja | Grünes Häkchensymbol für ja |
| 2001 | Bombastic Love                           | Britney Spears                         | Grünes Häkchensymbol für ja | Grünes Häkchensymbol für ja |
| 2017 | Bon Appétit                              | Katy Perry feat. Migos                 | Grünes Häkchensymbol für ja | Grünes Häkchensymbol für ja |
| 2008 | Boring                                   | P!nk                                   | Grünes Häkchensymbol für ja | Grünes Häkchensymbol für ja |
| 2014 | Break Free                               | Ariana Grande feat. Zedd               | Grünes Häkchensymbol für ja | Grünes Häkchensymbol für ja |
| 2019 | Break Up with Your Girlfriend, I’m Bored | Ariana Grande                          | Grünes Häkchensymbol für ja | Grünes Häkchensymbol für ja |
| 2005 | Break You                                | Marion Raven                           | Grünes Häkchensymbol für ja | Grünes Häkchensymbol für ja |

## C
| Jahr | Titel                   | Interpret                                      | Autor                       | Produzent                   |
| ---- | ----------------------- | ---------------------------------------------- | --------------------------- | --------------------------- |
| 2009 | California Bound        | Carolina Liar                                  |                             | Grünes Häkchensymbol für ja |
| 2010 | California Gurls        | Katy Perry                                     | Grünes Häkchensymbol für ja | Grünes Häkchensymbol für ja |
| 2010 | California Gurls        | Katy Perry feat. Snoop Dogg                    | Grünes Häkchensymbol für ja | Grünes Häkchensymbol für ja |
| 2011 | California Gurls        | The Baseballs                                  | Grünes Häkchensymbol für ja |                             |
| 2011 | California Gurls        | De Smurfen/Les Schtroumpfs (Liedtitel: Tahiti) | Grünes Häkchensymbol für ja |                             |
| 2015 | California Lovers       | Tori Kelly feat. LL Cool J                     | Grünes Häkchensymbol für ja | Grünes Häkchensymbol für ja |
| 2004 | Camilla                 | E-Type                                         | Grünes Häkchensymbol für ja |                             |
| 2015 | Can’t Feel My Face      | The Weeknd                                     | Grünes Häkchensymbol für ja | Grünes Häkchensymbol für ja |
| 2015 | Can’t Feel My Face      | Straight No Chaser                             | Grünes Häkchensymbol für ja |                             |
| 2017 | Can’t Feel My Face      | The Amity Affliction                           | Grünes Häkchensymbol für ja |                             |
| 2011 | Can’t Find Entrance     | Those Dancing Days                             | Grünes Häkchensymbol für ja |                             |
| 2000 | Can’t Make You Love Me  | Britney Spears                                 | Grünes Häkchensymbol für ja |                             |
| 2016 | Can’t Stop the Feeling! | Justin Timberlake                              | Grünes Häkchensymbol für ja | Grünes Häkchensymbol für ja |
| 2016 | Can’t Stop the Feeling! | The Piano Guys                                 | Grünes Häkchensymbol für ja |                             |
| 2007 | Carry You Home          | James Blunt                                    | Grünes Häkchensymbol für ja |                             |
| 2017 | Chained to the Rhythm   | Katy Perry feat. Skip Marley                   | Grünes Häkchensymbol für ja | Grünes Häkchensymbol für ja |
| 2001 | Cinderella              | Britney Spears                                 | Grünes Häkchensymbol für ja | Grünes Häkchensymbol für ja |
| 2005 | Climbing the Walls      | Backstreet Boys                                | Grünes Häkchensymbol für ja | Grünes Häkchensymbol für ja |
| 1998 | Cloud #9                | Bryan Adams                                    | Grünes Häkchensymbol für ja |                             |
| 2012 | C’mon                   | Ke$ha                                          | Grünes Häkchensymbol für ja |                             |
| 2015 | Codes                   | Ellie Goulding                                 | Grünes Häkchensymbol für ja |                             |
| 1998 | Cold Sweat              | Five                                           |                             | Grünes Häkchensymbol für ja |
| 2011 | Come N Go               | Pitbull feat. Enrique Iglesias                 | Grünes Häkchensymbol für ja |                             |
| 2009 | Coming to Terms         | Carolina Liar                                  |                             | Grünes Häkchensymbol für ja |
| 2005 | Complicated             | Bon Jovi                                       | Grünes Häkchensymbol für ja |                             |
| 2015 | Confident               | Demi Lovato                                    | Grünes Häkchensymbol für ja | Grünes Häkchensymbol für ja |
| 2015 | Cool for the Summer     | Demi Lovato                                    | Grünes Häkchensymbol für ja | Grünes Häkchensymbol für ja |
| 2010 | Crazy Beautiful Life    | Ke$ha                                          | Grünes Häkchensymbol für ja |                             |
| 2001 | Creep                   | Lambretta                                      | Grünes Häkchensymbol für ja |                             |
| 2011 | Criminal                | Britney Spears                                 | Grünes Häkchensymbol für ja | Grünes Häkchensymbol für ja |
| 2006 | ’cuz I Can              | P!nk                                           | Grünes Häkchensymbol für ja | Grünes Häkchensymbol für ja |

## D
| Jahr | Titel                             | Interpret                                                    | Autor                       | Produzent                   |
| ---- | --------------------------------- | ------------------------------------------------------------ | --------------------------- | --------------------------- |
| 2010 | D.I.N.O.$.A.U.R.                  | Ke$ha                                                        | Grünes Häkchensymbol für ja | Grünes Häkchensymbol für ja |
| 2011 | Dancing Crazy                     | Miranda Cosgrove                                             | Grünes Häkchensymbol für ja | Grünes Häkchensymbol für ja |
| 2017 | Dancing with Our Hands Tied       | Taylor Swift                                                 | Grünes Häkchensymbol für ja | Grünes Häkchensymbol für ja |
| 2016 | Dangerous Woman                   | Ariana Grande                                                | Grünes Häkchensymbol für ja | Grünes Häkchensymbol für ja |
| 2014 | Dare (La La La)                   | Shakira                                                      | Grünes Häkchensymbol für ja |                             |
| 2014 | Dare (La La La)                   | Shakira feat. Carlinhos Brown (Liedtitel: La la la)          | Grünes Häkchensymbol für ja |                             |
| 2013 | Dark Horse                        | Katy Perry feat. Juicy J                                     | Grünes Häkchensymbol für ja | Grünes Häkchensymbol für ja |
| 2014 | Dark Horse                        | Les Schtroumpfs (Liedtitel: Le Schtroumpf-marin)             | Grünes Häkchensymbol für ja |                             |
| 2014 | Dark Horse                        | De Smurfen (Liedtitel: Smurfen onder zee)                    | Grünes Häkchensymbol für ja |                             |
| 2012 | Daylight                          | Maroon 5                                                     | Grünes Häkchensymbol für ja | Grünes Häkchensymbol für ja |
| 2008 | Dead But Breathing                | Lesley Roy                                                   | Grünes Häkchensymbol für ja |                             |
| 2017 | Delicate                          | Taylor Swift                                                 | Grünes Häkchensymbol für ja | Grünes Häkchensymbol für ja |
| 2014 | Dirty Love                        | Cher Lloyd                                                   | Grünes Häkchensymbol für ja |                             |
| 2010 | DJ Got Us Fallin’ in Love         | Usher feat. Pitbull                                          | Grünes Häkchensymbol für ja | Grünes Häkchensymbol für ja |
| 2008 | Do It All                         | Stanfour                                                     | Grünes Häkchensymbol für ja |                             |
| 2009 | Do It Up                          | Mitchel Musso                                                | Grünes Häkchensymbol für ja |                             |
| 1996 | Do Me Baby                        | Michèle                                                      | Grünes Häkchensymbol für ja |                             |
| 1994 | Do You Always (Have to Be Alone)? | E-Type                                                       |                             | Grünes Häkchensymbol für ja |
| 1997 | Do You Know (What It Takes)       | Robyn                                                        | Grünes Häkchensymbol für ja | Grünes Häkchensymbol für ja |
| 2011 | Domino                            | Jessie J                                                     | Grünes Häkchensymbol für ja |                             |
| 2009 | Done Stealin’                     | Carolina Liar                                                | Grünes Häkchensymbol für ja |                             |
| 2017 | Don’t Blame Me                    | Taylor Swift                                                 | Grünes Häkchensymbol für ja | Grünes Häkchensymbol für ja |
| 2019 | Don’t Call Me Angel               | Ariana Grande, Miley Cyrus & Lana Del Rey                    | Grünes Häkchensymbol für ja |                             |
| 2004 | Don’t Cry for Pain                | Ana Johnsson                                                 | Grünes Häkchensymbol für ja |                             |
| 2000 | Don’t Go Knockin’ on My Door      | Britney Spears                                               | Grünes Häkchensymbol für ja |                             |
| 2015 | Don’t Need Nobody                 | Ellie Goulding                                               | Grünes Häkchensymbol für ja |                             |
| 1999 | Don’t Wanna Lose You Now          | Backstreet Boys                                              | Grünes Häkchensymbol für ja | Grünes Häkchensymbol für ja |
| 1999 | Don’t Want You Back               | Backstreet Boys                                              | Grünes Häkchensymbol für ja | Grünes Häkchensymbol für ja |
| 2010 | Dynamite                          | Taio Cruz                                                    | Grünes Häkchensymbol für ja |                             |
| 2012 | Dynamite                          | China Anne McClain                                           | Grünes Häkchensymbol für ja |                             |
| 2012 | Dynamite                          | Les Schtroumpfs (Liedtitel: Nous, on décore l’arbre de Noël) | Grünes Häkchensymbol für ja |                             |
| 2012 | Dynamite                          | De Smurfen (Liedtitel: Rond de kerstboom)                    | Grünes Häkchensymbol für ja |                             |
| 2013 | Dynamite                          | Jai Waetford                                                 | Grünes Häkchensymbol für ja |                             |

## E
| Jahr | Titel                         | Interpret                                              | Autor                       | Produzent                   |
| ---- | ----------------------------- | ------------------------------------------------------ | --------------------------- | --------------------------- |
| 2010 | E.T.                          | Katy Perry                                             | Grünes Häkchensymbol für ja |                             |
| 2011 | E.T.                          | Katy Perry feat. Kanye West                            | Grünes Häkchensymbol für ja |                             |
| 2011 | E.T.                          | Katy Perry feat. Tinie Tempah                          | Grünes Häkchensymbol für ja | Grünes Häkchensymbol für ja |
| 2013 | Easier to Lie                 | Cassadee Pope                                          | Grünes Häkchensymbol für ja | Grünes Häkchensymbol für ja |
| 2003 | eBay                          | Weird Al Yankovic                                      | Grünes Häkchensymbol für ja |                             |
| 1995 | Electric                      | Leila K.                                               | Grünes Häkchensymbol für ja | Grünes Häkchensymbol für ja |
| 2017 | End Game                      | Taylor Swift feat. Ed Sheeran & Future                 | Grünes Häkchensymbol für ja | Grünes Häkchensymbol für ja |
| 2005 | End of Me                     | Marion Raven                                           | Grünes Häkchensymbol für ja | Grünes Häkchensymbol für ja |
| 2007 | Eurofighter                   | E-Type                                                 |                             | Grünes Häkchensymbol für ja |
| 2010 | Everybody                     | Jedward                                                | Grünes Häkchensymbol für ja |                             |
| 1997 | Everybody (Backstreet’s Back) | Backstreet Boys                                        | Grünes Häkchensymbol für ja | Grünes Häkchensymbol für ja |
| 2016 | Everybody (Backstreet’s Back) | The Baseballs (Liedtitel: Everybody (Baseballs’ Back)) | Grünes Häkchensymbol für ja |                             |
| 2002 | Everyday                      | Bon Jovi                                               | Grünes Häkchensymbol für ja |                             |
| 2005 | Everything I’m Not            | The Veronicas                                          | Grünes Häkchensymbol für ja | Grünes Häkchensymbol für ja |
| 2015 | Expensive                     | Tori Kelly feat. Daye Jack                             |                             | Grünes Häkchensymbol für ja |
| 2007 | Extra Ordinary Love           | Darin                                                  | Grünes Häkchensymbol für ja |                             |

## F
| Jahr | Titel                    | Interpret      | Autor                       | Produzent                   |
| ---- | ------------------------ | -------------- | --------------------------- | --------------------------- |
| 2010 | F**kin’ Perfect          | P!nk           | Grünes Häkchensymbol für ja | Grünes Häkchensymbol für ja |
| 2003 | Faith                    | Céline Dion    | Grünes Häkchensymbol für ja | Grünes Häkchensymbol für ja |
| 2015 | Falling Slow             | Tori Kelly     | Grünes Häkchensymbol für ja |                             |
| 2012 | Fast Car                 | Taio Cruz      | Grünes Häkchensymbol für ja | Grünes Häkchensymbol für ja |
| 2007 | Feels Like Tonight       | Daughtry       | Grünes Häkchensymbol für ja |                             |
| 1994 | Fight It Back            | E-Type         |                             | Grünes Häkchensymbol für ja |
| 2014 | Fire                     | Gavin DeGraw   |                             | Grünes Häkchensymbol für ja |
| 2014 | First Love               | Jennifer Lopez | Grünes Häkchensymbol für ja | Grünes Häkchensymbol für ja |
| 2015 | Focus                    | Ariana Grande  |                             | Grünes Häkchensymbol für ja |
| 1999 | For All That You Want    | Gary Barlow    | Grünes Häkchensymbol für ja | Grünes Häkchensymbol für ja |
| 2017 | For Now                  | P!nk           | Grünes Häkchensymbol für ja |                             |
| 2014 | Forever Until Tomorrow   | MKTO           | Grünes Häkchensymbol für ja |                             |
| 1996 | Forever Wild             | E-Type         |                             | Grünes Häkchensymbol für ja |
| 1996 | Free Like a Flying Demon | E-Type         |                             | Grünes Häkchensymbol für ja |

## G
| Jahr | Titel                 | Interpret       | Autor                       | Produzent                   |
| ---- | --------------------- | --------------- | --------------------------- | --------------------------- |
| 2008 | Generation            | Simple Plan     | Grünes Häkchensymbol für ja | Grünes Häkchensymbol für ja |
| 2000 | Get Another Boyfriend | Backstreet Boys | Grünes Häkchensymbol für ja | Grünes Häkchensymbol für ja |
| 2013 | Ghost                 | Katy Perry      | Grünes Häkchensymbol für ja | Grünes Häkchensymbol für ja |
| 2015 | Ghost Town            | Adam Lambert    | Grünes Häkchensymbol für ja | Grünes Häkchensymbol für ja |
| 2018 | God Is a Woman        | Ariana Grande   | Grünes Häkchensymbol für ja |                             |
| 2017 | Gorgeous              | Taylor Swift    | Grünes Häkchensymbol für ja | Grünes Häkchensymbol für ja |
| 2005 | Gotta Be Kidding      | Marion Raven    | Grünes Häkchensymbol für ja | Grünes Häkchensymbol für ja |
| 1995 | Gotta Be You          | 3T feat. Herbie | Grünes Häkchensymbol für ja | Grünes Häkchensymbol für ja |
| 2016 | Greedy                | Ariana Grande   | Grünes Häkchensymbol für ja | Grünes Häkchensymbol für ja |
| 2010 | Grow a Pear           | Ke$ha           | Grünes Häkchensymbol für ja | Grünes Häkchensymbol für ja |

## H
| Jahr | Titel                         | Interpret                                     | Autor                       | Produzent                   |
| ---- | ----------------------------- | --------------------------------------------- | --------------------------- | --------------------------- |
| 2016 | Hair Up                       | Justin Timberlake, Gwen Stefani & Ron Funches | Grünes Häkchensymbol für ja | Grünes Häkchensymbol für ja |
| 2015 | Hands to Myself               | Selena Gomez                                  | Grünes Häkchensymbol für ja |                             |
| 2008 | Here for You Now              | Lesley Roy                                    | Grünes Häkchensymbol für ja | Grünes Häkchensymbol für ja |
| 2005 | Here I Am                     | Marion Raven                                  | Grünes Häkchensymbol für ja | Grünes Häkchensymbol für ja |
| 1998 | Here I Go Again               | E-Type                                        |                             | Grünes Häkchensymbol für ja |
| 2017 | Hey Hey Hey                   | Katy Perry                                    | Grünes Häkchensymbol für ja | Grünes Häkchensymbol für ja |
| 2011 | Hold It Against Me            | Britney Spears                                | Grünes Häkchensymbol für ja | Grünes Häkchensymbol für ja |
| 2006 | Hologram                      | Tobias Regner                                 | Grünes Häkchensymbol für ja |                             |
| 2008 | Hot n Cold                    | Katy Perry                                    | Grünes Häkchensymbol für ja |                             |
| 2009 | Hot n Cold                    | The Baseballs                                 | Grünes Häkchensymbol für ja |                             |
| 1998 | How Will I Know (Who You Are) | Jessica                                       | Grünes Häkchensymbol für ja |                             |
| 2014 | How You Get the Girl          | Taylor Swift                                  | Grünes Häkchensymbol für ja | Grünes Häkchensymbol für ja |
| 2015 | How You Get the Girl          | Ryan Adams                                    | Grünes Häkchensymbol für ja |                             |
| 2010 | Hungover                      | Ke$ha                                         | Grünes Häkchensymbol für ja | Grünes Häkchensymbol für ja |

## I
| Jahr | Titel                             | Interpret                                                | Autor                       | Produzent                   |
| ---- | --------------------------------- | -------------------------------------------------------- | --------------------------- | --------------------------- |
| 1995 | I Believe                         | Herbie                                                   |                             | Grünes Häkchensymbol für ja |
| 2017 | I Did Something Bad               | Taylor Swift                                             | Grünes Häkchensymbol für ja | Grünes Häkchensymbol für ja |
| 2008 | I Don’t Believe You               | P!nk                                                     | Grünes Häkchensymbol für ja | Grünes Häkchensymbol für ja |
| 2007 | I Don’t Care                      | Apocalyptica feat. Adam Gontier                          | Grünes Häkchensymbol für ja |                             |
| 2006 | I Don’t Think So                  | Kelis                                                    | Grünes Häkchensymbol für ja | Grünes Häkchensymbol für ja |
| 2002 | I Got You                         | Nick Carter                                              | Grünes Häkchensymbol für ja | Grünes Häkchensymbol für ja |
| 2002 | I Just Wanna Take You Home        | Nick Carter                                              | Grünes Häkchensymbol für ja | Grünes Häkchensymbol für ja |
| 2008 | I Kissed a Girl                   | Katy Perry                                               | Grünes Häkchensymbol für ja |                             |
| 2009 | I Kissed a Girl                   | Ben l’Oncle Soul                                         | Grünes Häkchensymbol für ja |                             |
| 2011 | I Kissed a Girl                   | Reece Mastin                                             | Grünes Häkchensymbol für ja |                             |
| 2013 | I Kissed a Girl                   | The Twang                                                | Grünes Häkchensymbol für ja |                             |
| 2012 | I Knew You Were Trouble           | Taylor Swift                                             | Grünes Häkchensymbol für ja | Grünes Häkchensymbol für ja |
| 2013 | I Knew You Were Trouble           | De Smurfen (Liedtitel: Krokodil)                         | Grünes Häkchensymbol für ja |                             |
| 2013 | I Knew You Were Trouble           | Les Schtroumpfs (Liedtitel: Méfier-vous les Schtroumpfs) | Grünes Häkchensymbol für ja |                             |
| 2011 | I Love You                        | Avril Lavigne                                            | Grünes Häkchensymbol für ja | Grünes Häkchensymbol für ja |
| 1995 | I Need You                        | 3T                                                       |                             | Grünes Häkchensymbol für ja |
| 1999 | I Need You                        | Westlife                                                 | Grünes Häkchensymbol für ja |                             |
| 2005 | I Still …                         | Backstreet Boys                                          | Grünes Häkchensymbol für ja | Grünes Häkchensymbol für ja |
| 1996 | I Wanna Be with You               | Backstreet Boys                                          | Grünes Häkchensymbol für ja | Grünes Häkchensymbol für ja |
| 2011 | I Wanna Go                        | Britney Spears                                           | Grünes Häkchensymbol für ja | Grünes Häkchensymbol für ja |
| 1998 | I Wanna Love You                  | Solid HarmoniE                                           | Grünes Häkchensymbol für ja |                             |
| 1999 | I Want It That Way                | Backstreet Boys                                          | Grünes Häkchensymbol für ja | Grünes Häkchensymbol für ja |
| 2006 | I Want It That Way                | Hot Banditoz                                             | Grünes Häkchensymbol für ja |                             |
| 2010 | I Want It That Way                | Jay Smith                                                | Grünes Häkchensymbol für ja |                             |
| 2010 | I Want It That Way                | Steel Panther                                            | Grünes Häkchensymbol für ja |                             |
| 2015 | I Want It That Way                | Fools Garden                                             | Grünes Häkchensymbol für ja |                             |
| 2016 | I Want It That Way                | Resaid                                                   | Grünes Häkchensymbol für ja |                             |
| 1996 | I Want You Back                   | ’N Sync                                                  | Grünes Häkchensymbol für ja | Grünes Häkchensymbol für ja |
| 2016 | I Want You Back                   | Resaid                                                   | Grünes Häkchensymbol für ja |                             |
| 1997 | I Want You to Want Me             | Solid HarmoniE                                           | Grünes Häkchensymbol für ja | Grünes Häkchensymbol für ja |
| 2007 | I Will Be                         | Leona Lewis                                              | Grünes Häkchensymbol für ja |                             |
| 1999 | I Will Be There                   | Britney Spears                                           | Grünes Häkchensymbol für ja | Grünes Häkchensymbol für ja |
| 2008 | Identified                        | Vanessa Hudgens                                          | Grünes Häkchensymbol für ja |                             |
| 2009 | If I Had You                      | Adam Lambert                                             | Grünes Häkchensymbol für ja | Grünes Häkchensymbol für ja |
| 2007 | If That’s OK with You             | Shayne Ward                                              | Grünes Häkchensymbol für ja |                             |
| 2008 | If U Seek Amy                     | Britney Spears                                           | Grünes Häkchensymbol für ja | Grünes Häkchensymbol für ja |
| 1997 | I’ll Be There for You             | Solid HarmoniE                                           | Grünes Häkchensymbol für ja | Grünes Häkchensymbol für ja |
| 2000 | I’ll Never Stop                   | *NSYNC                                                   | Grünes Häkchensymbol für ja |                             |
| 2008 | I’m Gone, I’m Going               | Lesley Roy                                               | Grünes Häkchensymbol für ja | Grünes Häkchensymbol für ja |
| 2001 | I’m Not a Girl, Not Yet a Woman   | Britney Spears                                           | Grünes Häkchensymbol für ja | Grünes Häkchensymbol für ja |
| 2011 | I’m Not a Girl, Not Yet a Woman   | The Baseballs                                            | Grünes Häkchensymbol für ja |                             |
| 1996 | I’m Not Alone                     | E-Type                                                   |                             | Grünes Häkchensymbol für ja |
| 2008 | I’m Not Over                      | Carolina Liar                                            |                             | Grünes Häkchensymbol für ja |
| 2004 | I’m Stupid                        | Ana Johnsson                                             | Grünes Häkchensymbol für ja |                             |
| 2002 | I’m Stupid (Don’t Worry ’bout Me) | Prime Sth                                                | Grünes Häkchensymbol für ja |                             |
| 2013 | In a World Like This              | Backstreet Boys                                          | Grünes Häkchensymbol für ja | Grünes Häkchensymbol für ja |
| 2003 | In His Touch                      | Céline Dion                                              | Grünes Häkchensymbol für ja | Grünes Häkchensymbol für ja |
| 2005 | In Spite of Me                    | Marion Raven                                             | Grünes Häkchensymbol für ja | Grünes Häkchensymbol für ja |
| 2015 | In the Night                      | The Weeknd                                               | Grünes Häkchensymbol für ja | Grünes Häkchensymbol für ja |
| 2011 | Inside Out                        | Britney Spears                                           | Grünes Häkchensymbol für ja | Grünes Häkchensymbol für ja |
| 2013 | International Smile               | Katy Perry                                               | Grünes Häkchensymbol für ja | Grünes Häkchensymbol für ja |
| 2008 | Into the Nightlife                | Cyndi Lauper                                             | Grünes Häkchensymbol für ja |                             |
| 2016 | Into You                          | Ariana Grande                                            | Grünes Häkchensymbol für ja | Grünes Häkchensymbol für ja |
| 2001 | Is It Love                        | 3 of Hearts                                              | Grünes Häkchensymbol für ja |                             |
| 2008 | It’s All Your Fault               | P!nk                                                     | Grünes Häkchensymbol für ja | Grünes Häkchensymbol für ja |
| 2000 | It’s Gonna Be Me                  | *NSYNC                                                   | Grünes Häkchensymbol für ja |                             |
| 1999 | It’s Gotta Be You                 | Backstreet Boys                                          | Grünes Häkchensymbol für ja | Grünes Häkchensymbol für ja |
| 2000 | It’s My Life                      | Bon Jovi                                                 | Grünes Häkchensymbol für ja |                             |
| 2004 | It’s My Life                      | Paul Anka                                                | Grünes Häkchensymbol für ja |                             |
| 2009 | It’s My Life                      | Glee Cast                                                | Grünes Häkchensymbol für ja |                             |
| 2015 | It’s My Life                      | The City of Prague Philharmonic Orchestra, James Morgan  | Grünes Häkchensymbol für ja |                             |
| 2016 | It’s My Life                      | Laszlo (Liedtitel: Jetzt und hier)                       | Grünes Häkchensymbol für ja |                             |
| 1998 | It’s the Things You Do            | Five                                                     | Grünes Häkchensymbol für ja | Grünes Häkchensymbol für ja |
| 2000 | It’s True                         | Backstreet Boys                                          | Grünes Häkchensymbol für ja |                             |

## J
| Jahr | Titel                 | Interpret       | Autor                       | Produzent                   |
| ---- | --------------------- | --------------- | --------------------------- | --------------------------- |
| 2016 | Just Like Fire        | P!nk            | Grünes Häkchensymbol für ja | Grünes Häkchensymbol für ja |
| 2005 | Just Want You to Know | Backstreet Boys | Grünes Häkchensymbol für ja | Grünes Häkchensymbol für ja |

## K
| Jahr | Titel                           | Interpret     | Autor                       | Produzent                   |
| ---- | ------------------------------- | ------------- | --------------------------- | --------------------------- |
| 2017 | King of My Heart                | Taylor Swift  | Grünes Häkchensymbol für ja | Grünes Häkchensymbol für ja |
| 2010 | Kiss N Tell                     | Ke$ha         | Grünes Häkchensymbol für ja | Grünes Häkchensymbol für ja |
| 1999 | Kommt wir spielen einen Streich | Die Schlümpfe | Grünes Häkchensymbol für ja |                             |

## L
| Jahr | Titel                        | Interpret                      | Autor                       | Produzent                   |
| ---- | ---------------------------- | ------------------------------ | --------------------------- | --------------------------- |
| 1999 | Larger Than Life             | Backstreet Boys                | Grünes Häkchensymbol für ja | Grünes Häkchensymbol für ja |
| 2010 | Last Friday Night (T.G.I.F.) | Katy Perry                     | Grünes Häkchensymbol für ja | Grünes Häkchensymbol für ja |
| 2011 | Last Friday Night (T.G.I.F.) | Katy Perry feat. Missy Elliott | Grünes Häkchensymbol für ja |                             |
| 2011 | Last Friday Night (T.G.I.F.) | Glee Cast                      | Grünes Häkchensymbol für ja |                             |
| 2009 | Last Night                   | Carolina Liar                  | Grünes Häkchensymbol für ja | Grünes Häkchensymbol für ja |
| 2013 | Legendary Lovers             | Katy Perry                     | Grünes Häkchensymbol für ja | Grünes Häkchensymbol für ja |
| 2012 | Let There Be Love            | Christina Aguilera             | Grünes Häkchensymbol für ja | Grünes Häkchensymbol für ja |
| 2006 | Let U Go                     | Ashley Parker Angel            | Grünes Häkchensymbol für ja | Grünes Häkchensymbol für ja |
| 2001 | Life                         | E-Type                         |                             | Grünes Häkchensymbol für ja |
| 2011 | Light Up the World           | Glee Cast                      | Grünes Häkchensymbol für ja | Grünes Häkchensymbol für ja |
| 2005 | Little by Little             | Marion Raven                   | Grünes Häkchensymbol für ja | Grünes Häkchensymbol für ja |
| 2011 | Loser Like Me                | Glee Cast                      | Grünes Häkchensymbol für ja |                             |
| 2015 | Lost and Found               | Ellie Goulding                 | Grünes Häkchensymbol für ja | Grünes Häkchensymbol für ja |
| 2003 | Love Is All We Need          | Céline Dion                    | Grünes Häkchensymbol für ja | Grünes Häkchensymbol für ja |
| 2013 | Love Me                      | Katy Perry                     | Grünes Häkchensymbol für ja |                             |
| 2014 | Love Me Harder               | Ariana Grande & The Weeknd     | Grünes Häkchensymbol für ja |                             |
| 2015 | Love Me Like You Do          | Ellie Goulding                 | Grünes Häkchensymbol für ja | Grünes Häkchensymbol für ja |
| 2018 | Love Me Like You Do          | Tom Dice                       | Grünes Häkchensymbol für ja |                             |
| 2016 | Love to Lay                  | The Weeknd                     | Grünes Häkchensymbol für ja | Grünes Häkchensymbol für ja |
| 2000 | Lucky                        | Britney Spears                 | Grünes Häkchensymbol für ja | Grünes Häkchensymbol für ja |
| 1995 | Lucky Love                   | Ace of Base                    |                             | Grünes Häkchensymbol für ja |
| 2015 | Lucy                         | Adam Lambert feat. Brian May   |                             | Grünes Häkchensymbol für ja |
| 2017 | Lust for Life                | Lana Del Rey feat. The Weeknd  | Grünes Häkchensymbol für ja |                             |

## M
| Jahr | Titel                          | Interpret                 | Autor                       | Produzent                   |
| ---- | ------------------------------ | ------------------------- | --------------------------- | --------------------------- |
| 2012 | Masquerade                     | Nicki Minaj               | Grünes Häkchensymbol für ja |                             |
| 1994 | Me No Want Miseria             | E-Type                    | Grünes Häkchensymbol für ja | Grünes Häkchensymbol für ja |
| 2001 | Missing You Crazy              | Jessica Folker            | Grünes Häkchensymbol für ja | Grünes Häkchensymbol für ja |
| 2010 | Move That Body                 | Nelly feat. T-Pain & Akon |                             |                             |
| 2009 | My Life Would Suck Without You | Kelly Clarkson            | Grünes Häkchensymbol für ja |                             |
| 2009 | My Life Would Suck Without You | Glee Cast                 | Grünes Häkchensymbol für ja |                             |
| 1998 | My Lover                       | Ultimate Kaos             | Grünes Häkchensymbol für ja |                             |

## N
| Jahr | Titel                        | Interpret                       | Autor                       | Produzent                   |
| ---- | ---------------------------- | ------------------------------- | --------------------------- | --------------------------- |
| 2017 | Naked                        | James Arthur                    | Grünes Häkchensymbol für ja | Grünes Häkchensymbol für ja |
| 1995 | Never Gonna Say I’m Sorry    | Ace of Base                     |                             |                             |
| 2014 | New Romantics                | Taylor Swift                    | Grünes Häkchensymbol für ja | Grünes Häkchensymbol für ja |
| 2014 | Nice Guys                    | Colbie Caillat                  |                             | Grünes Häkchensymbol für ja |
| 2016 | Niemand liebt mich so wie du | Laszlo                          | Grünes Häkchensymbol für ja |                             |
| 2017 | No More                      | Prettymuch feat. French Montana | Grünes Häkchensymbol für ja |                             |
| 2018 | No Tears Left to Cry         | Ariana Grande                   | Grünes Häkchensymbol für ja | Grünes Häkchensymbol für ja |
| 1996 | Nobody But You               | Backstreet Boys                 | Grünes Häkchensymbol für ja | Grünes Häkchensymbol für ja |
| 2015 | Nobody Love                  | Tori Kelly                      | Grünes Häkchensymbol für ja | Grünes Häkchensymbol für ja |

## O
| Jahr | Titel                     | Interpret                        | Autor                       | Produzent                   |
| ---- | ------------------------- | -------------------------------- | --------------------------- | --------------------------- |
| 2010 | Oh Oh                     | Miranda Cosgrove                 | Grünes Häkchensymbol für ja |                             |
| 2004 | Olympia                   | E-Type                           | Grünes Häkchensymbol für ja |                             |
| 2015 | On My Mind                | Ellie Goulding                   | Grünes Häkchensymbol für ja | Grünes Häkchensymbol für ja |
| 2012 | One More Night            | Maroon 5                         | Grünes Häkchensymbol für ja | Grünes Häkchensymbol für ja |
| 2002 | Only a Woman Like You     | Michael Bolton                   | Grünes Häkchensymbol für ja |                             |
| 2012 | Only Wanna Dance With You | Ke$ha                            | Grünes Häkchensymbol für ja | Grünes Häkchensymbol für ja |
| 2000 | Oops!… I Did It Again     | Britney Spears                   | Grünes Häkchensymbol für ja | Grünes Häkchensymbol für ja |
| 2005 | Oops!… I Did It Again     | Children of Bodom                | Grünes Häkchensymbol für ja |                             |
| 2005 | Oops!… I Did It Again     | Global Kryner                    | Grünes Häkchensymbol für ja |                             |
| 2006 | Oops!… I Did It Again     | Max Raabe & Das Palast Orchester | Grünes Häkchensymbol für ja |                             |
| 2015 | Oops!… I Did It Again     | Ricky Warwick                    | Grünes Häkchensymbol für ja |                             |
| 2016 | Ordinary Life             | The Weeknd                       | Grünes Häkchensymbol für ja | Grünes Häkchensymbol für ja |
| 2009 | Outta My Head             | Leona Lewis                      | Grünes Häkchensymbol für ja | Grünes Häkchensymbol für ja |
| 2001 | Overprotected             | Britney Spears                   | Grünes Häkchensymbol für ja | Grünes Häkchensymbol für ja |

## P
| Jahr | Titel                 | Interpret                       | Autor                       | Produzent                   |
| ---- | --------------------- | ------------------------------- | --------------------------- | --------------------------- |
| 2004 | Paradise              | E-Type feat. Na Na              |                             | Grünes Häkchensymbol für ja |
| 2012 | Part of Me            | Katy Perry                      | Grünes Häkchensymbol für ja | Grünes Häkchensymbol für ja |
| 1998 | Partyline 555-On-Line | Five                            |                             | Grünes Häkchensymbol für ja |
| 2012 | Picture Me            | Eagle-Eye Cherry                | Grünes Häkchensymbol für ja |                             |
| 2008 | Please Don’t Leave Me | P!nk                            | Grünes Häkchensymbol für ja | Grünes Häkchensymbol für ja |
| 2000 | Pretty Boy            | M2M                             |                             | Grünes Häkchensymbol für ja |
| 2006 | Pretty Rebels         | Linda Sundblad                  | Grünes Häkchensymbol für ja | Grünes Häkchensymbol für ja |
| 1998 | Princess of Egypt     | E-Type                          |                             |                             |
| 2014 | Problem               | Ariana Grande feat. Iggy Azalea | Grünes Häkchensymbol für ja | Grünes Häkchensymbol für ja |
| 2014 | Problem               | Pentatonix                      | Grünes Häkchensymbol für ja |                             |
| 2008 | Psycho Bitch          | Lesley Roy                      | Grünes Häkchensymbol für ja | Grünes Häkchensymbol für ja |

## Q
| Jahr | Titel                              | Interpret                                                  | Autor                       | Produzent                   |
| ---- | ---------------------------------- | ---------------------------------------------------------- | --------------------------- | --------------------------- |
| 1996 | Quit Playing Games (with My Heart) | Backstreet Boys                                            | Grünes Häkchensymbol für ja | Grünes Häkchensymbol für ja |
| 1997 | Quit Playing Games (with My Heart) | Backstreet Boys (Liedtitel: Non puoi lasciarmi così)       | Grünes Häkchensymbol für ja |                             |
| 1997 | Quit Playing Games (with My Heart) | Die Schlümpfe (Liedtitel: Jedes Kind braucht einen Freund) | Grünes Häkchensymbol für ja |                             |
| 2011 | Quit Playing Games (with My Heart) | The Baseballs                                              | Grünes Häkchensymbol für ja |                             |
| 2009 | Quitter                            | Carrie Underwood                                           | Grünes Häkchensymbol für ja | Grünes Häkchensymbol für ja |

## R
| Jahr | Titel              | Interpret                                           | Autor                       | Produzent                   |
| ---- | ------------------ | --------------------------------------------------- | --------------------------- | --------------------------- |
| 1995 | Rainbow Child      | Herbie                                              | Grünes Häkchensymbol für ja | Grünes Häkchensymbol für ja |
| 2010 | Raise Your Glass   | P!nk                                                | Grünes Häkchensymbol für ja | Grünes Häkchensymbol für ja |
| 2011 | Raise Your Glass   | Glee Cast                                           | Grünes Häkchensymbol für ja |                             |
| 2012 | Raise Your Glass   | De Smurfen (Liedtitel: Gelukkig Nieuwjaar)          | Grünes Häkchensymbol für ja |                             |
| 2012 | Raise Your Glass   | Les Schtroumpfs (Liedtitel: Une bonne année)        | Grünes Häkchensymbol für ja |                             |
| 2013 | Raise Your Glass   | SpongeBob Schwammkopf (Liedtitel: Frohes Fest)      | Grünes Häkchensymbol für ja |                             |
| 2017 | Revenge            | P!nk feat. Eminem                                   | Grünes Häkchensymbol für ja | Grünes Häkchensymbol für ja |
| 2014 | Rewind             | G. R. L.                                            | Grünes Häkchensymbol für ja | Grünes Häkchensymbol für ja |
| 1995 | Right Type of Mood | Herbie                                              | Grünes Häkchensymbol für ja | Grünes Häkchensymbol für ja |
| 2016 | Rise               | Katy Perry                                          | Grünes Häkchensymbol für ja | Grünes Häkchensymbol für ja |
| 2013 | Roar               | Katy Perry                                          | Grünes Häkchensymbol für ja | Grünes Häkchensymbol für ja |
| 2013 | Roar               | Dami Im                                             | Grünes Häkchensymbol für ja |                             |
| 2013 | Roar               | Les Schtroumpfs (Liedtitel: Je deviens un champion) | Grünes Häkchensymbol für ja |                             |
| 2013 | Roar               | De Smurfen (Liedtitel: Kampioen)                    | Grünes Häkchensymbol für ja |                             |
| 2016 | Rockin’            | The Weeknd                                          | Grünes Häkchensymbol für ja | Grünes Häkchensymbol für ja |
| 2012 | Ronan              | Taylor Swift                                        |                             | Grünes Häkchensymbol für ja |
| 2017 | Roulette           | Katy Perry                                          | Grünes Häkchensymbol für ja | Grünes Häkchensymbol für ja |
| 1996 | Rude Boy           | Leila K.                                            | Grünes Häkchensymbol für ja | Grünes Häkchensymbol für ja |
| 1994 | Russian Lullaby    | E-Type                                              |                             | Grünes Häkchensymbol für ja |

## S
| Jahr | Titel                               | Interpret                       | Autor                       | Produzent                   |
| ---- | ----------------------------------- | ------------------------------- | --------------------------- | --------------------------- |
| 2016 | Saw It Coming                       | G-Eazy × Jeremih                | Grünes Häkchensymbol für ja |                             |
| 1997 | Schlumpfpirat                       | Die Schlümpfe                   | Grünes Häkchensymbol für ja |                             |
| 2012 | Scream                              | Usher                           | Grünes Häkchensymbol für ja | Grünes Häkchensymbol für ja |
| 2012 | Scream                              | Samantha Jade                   | Grünes Häkchensymbol für ja |                             |
| 2011 | Seal It With a Kiss                 | Britney Spears                  | Grünes Häkchensymbol für ja | Grünes Häkchensymbol für ja |
| 2017 | Secrets                             | P!nk                            | Grünes Häkchensymbol für ja | Grünes Häkchensymbol für ja |
| 2015 | Send My Love (To Your New Lover)    | Adele                           | Grünes Häkchensymbol für ja | Grünes Häkchensymbol für ja |
| 2009 | Set It Off                          | Vanessa Hudgens                 | Grünes Häkchensymbol für ja | Grünes Häkchensymbol für ja |
| 1998 | Shake                               | Five                            |                             |                             |
| 2014 | Shake It Off                        | Taylor Swift                    | Grünes Häkchensymbol für ja | Grünes Häkchensymbol für ja |
| 2015 | Shake It Off                        | Ryan Adams                      | Grünes Häkchensymbol für ja |                             |
| 2016 | Shake It Off                        | Reese Witherspoon & Nick Kroll  | Grünes Häkchensymbol für ja | Grünes Häkchensymbol für ja |
| 2015 | Shameless                           | The Weeknd                      |                             |                             |
| 2000 | Shape of My Heart                   | Backstreet Boys                 | Grünes Häkchensymbol für ja | Grünes Häkchensymbol für ja |
| 1997 | Show Me Love                        | Robyn                           | Grünes Häkchensymbol für ja | Grünes Häkchensymbol für ja |
| 1999 | Show Me the Meaning of Being Lonely | Backstreet Boys                 | Grünes Häkchensymbol für ja | Grünes Häkchensymbol für ja |
| 2016 | Show Me the Meaning of Being Lonely | Anna Ternheim                   | Grünes Häkchensymbol für ja |                             |
| 2008 | Show Me What I’m Looking for        | Carolina Liar                   |                             | Grünes Häkchensymbol für ja |
| 2013 | Show Me What You Got                | G.R.L.                          | Grünes Häkchensymbol für ja | Grünes Häkchensymbol für ja |
| 2005 | Siberia                             | Backstreet Boys                 | Grünes Häkchensymbol für ja |                             |
| 2016 | Side to Side                        | Ariana Grande feat. Nicki Minaj | Grünes Häkchensymbol für ja | Grünes Häkchensymbol für ja |
| 2009 | Simple Life                         | Carolina Liar                   |                             | Grünes Häkchensymbol für ja |
| 2004 | Since U Been Gone                   | Kelly Clarkson                  | Grünes Häkchensymbol für ja | Grünes Häkchensymbol für ja |
| 2006 | Since U Been Gone                   | The Real Booty Babes            | Grünes Häkchensymbol für ja |                             |
| 2008 | Since U Been Gone                   | A Day to Remember               | Grünes Häkchensymbol für ja |                             |
| 2012 | Since U Been Gone                   | Ester Dean & Skylar Astin       | Grünes Häkchensymbol für ja |                             |
| 2005 | Six Feet Under                      | Marion Raven                    | Grünes Häkchensymbol für ja | Grünes Häkchensymbol für ja |
| 1997 | Slam Dunk (Da Funk)                 | Five                            | Grünes Häkchensymbol für ja |                             |
| 2008 | Slow Goodbye                        | Lesley Roy                      | Grünes Häkchensymbol für ja | Grünes Häkchensymbol für ja |
| 2012 | Slut Like You                       | P!nk                            | Grünes Häkchensymbol für ja | Grünes Häkchensymbol für ja |
| 2011 | Smile                               | Avril Lavigne                   | Grünes Häkchensymbol für ja | Grünes Häkchensymbol für ja |
| 2017 | So It Goes…                         | Taylor Swift                    | Grünes Häkchensymbol für ja | Grünes Häkchensymbol für ja |
| 2008 | So What                             | P!nk                            | Grünes Häkchensymbol für ja | Grünes Häkchensymbol für ja |
| 2009 | Something to Die for                | Carolina Liar                   |                             |                             |
| 2016 | Sometimes                           | Ariana Grande                   | Grünes Häkchensymbol für ja | Grünes Häkchensymbol für ja |
| 2005 | Stand By Me                         | Darin                           | Grünes Häkchensymbol für ja |                             |
| 1998 | Straight Up Funk                    | Five                            | Grünes Häkchensymbol für ja | Grünes Häkchensymbol für ja |
| 2000 | Stronger                            | Britney Spears                  | Grünes Häkchensymbol für ja | Grünes Häkchensymbol für ja |
| 2010 | Stronger                            | Glee Cast                       | Grünes Häkchensymbol für ja |                             |
| 2014 | Style                               | Taylor Swift                    | Grünes Häkchensymbol für ja | Grünes Häkchensymbol für ja |
| 2015 | Style                               | Ryan Adams                      | Grünes Häkchensymbol für ja |                             |
| 1998 | Superhero                           | Gary Barlow                     | Grünes Häkchensymbol für ja | Grünes Häkchensymbol für ja |
| 2012 | Supernatural                        | Ke$ha                           | Grünes Häkchensymbol für ja |                             |

## T
| Jahr | Titel                        | Interpret                                 | Autor                       | Produzent                   |
| ---- | ---------------------------- | ----------------------------------------- | --------------------------- | --------------------------- |
| 1997 | Tearin’ Up My Heart          | ’N Sync                                   | Grünes Häkchensymbol für ja |                             |
| 2010 | Teenage Dream                | Katy Perry                                | Grünes Häkchensymbol für ja |                             |
| 2010 | Teenage Dream                | Glee Cast                                 | Grünes Häkchensymbol für ja |                             |
| 1996 | Tell Me That I’m Dreaming    | Backstreet Boys                           |                             | Grünes Häkchensymbol für ja |
| 1998 | Tell Me What You Like        | Jessica                                   | Grünes Häkchensymbol für ja |                             |
| 2018 | That Way                     | SDJM & Conor Maynard                      | Grünes Häkchensymbol für ja |                             |
| 1997 | That’s the Way I Like It     | Backstreet Boys                           | Grünes Häkchensymbol für ja | Grünes Häkchensymbol für ja |
| 1999 | That’s the Way It Is         | Céline Dion                               | Grünes Häkchensymbol für ja | Grünes Häkchensymbol für ja |
| 2014 | That’s the Way It Is         | John Barrowman                            | Grünes Häkchensymbol für ja |                             |
| 2000 | The Call                     | Backstreet Boys                           | Grünes Häkchensymbol für ja | Grünes Häkchensymbol für ja |
| 1996 | The Explorer                 | E-Type                                    |                             | Grünes Häkchensymbol für ja |
| 1999 | The One                      | Backstreet Boys                           | Grünes Häkchensymbol für ja | Grünes Häkchensymbol für ja |
| 2010 | The One That Got Away        | Katy Perry                                | Grünes Häkchensymbol für ja | Grünes Häkchensymbol für ja |
| 2008 | Thinking Out Loud            | Lesley Roy                                | Grünes Häkchensymbol für ja | Grünes Häkchensymbol für ja |
| 2013 | This Is How We Do            | Katy Perry                                | Grünes Häkchensymbol für ja | Grünes Häkchensymbol für ja |
| 2012 | This Is Love                 | will.i.am feat. Eva Simons                | Grünes Häkchensymbol für ja |                             |
| 2012 | This Is Love                 | Les Schtroumpfs (Liedtitel: Crois en toi) | Grünes Häkchensymbol für ja |                             |
| 2012 | This Is Love                 | De Smurfen (Liedtitel: Geef niet op)      | Grünes Häkchensymbol für ja |                             |
| 1994 | This Is the Way              | E-Type                                    |                             | Grünes Häkchensymbol für ja |
| 2023 | Thousand Pieces              | Kim Petras                                | Grünes Häkchensymbol für ja |                             |
| 2011 | Till the World Ends          | Britney Spears                            | Grünes Häkchensymbol für ja | Grünes Häkchensymbol für ja |
| 2011 | Till the World Ends          | Britney Spears feat. Nicki Minaj & Ke$ha  | Grünes Häkchensymbol für ja |                             |
| 2011 | Till the World Ends          | I See Stars                               | Grünes Häkchensymbol für ja |                             |
| 2010 | Time Machine                 | Robyn                                     | Grünes Häkchensymbol für ja | Grünes Häkchensymbol für ja |
| 1998 | To Love Once Again           | Solid HarmoniE                            | Grünes Häkchensymbol für ja | Grünes Häkchensymbol für ja |
| 2012 | Tonight I’m Getting Over You | Carly Rae Jepsen                          | Grünes Häkchensymbol für ja | Grünes Häkchensymbol für ja |
| 2016 | Touch It                     | Ariana Grande                             | Grünes Häkchensymbol für ja | Grünes Häkchensymbol für ja |
| 2017 | Toxic                        | The Bellas                                | Grünes Häkchensymbol für ja |                             |
| 2007 | True Believer                | E-Type                                    |                             | Grünes Häkchensymbol für ja |

## U
| Jahr | Titel                     | Interpret      | Autor                       | Produzent                   |
| ---- | ------------------------- | -------------- | --------------------------- | --------------------------- |
| 2006 | U + Ur Hand               | P!nk           | Grünes Häkchensymbol für ja | Grünes Häkchensymbol für ja |
| 2008 | Unbeautiful               | Lesley Roy     | Grünes Häkchensymbol für ja | Grünes Häkchensymbol für ja |
| 2002 | Unbelievable              | Def Leppard    | Grünes Häkchensymbol für ja |                             |
| 2008 | Unbreakable Heart         | Sugababes      | Grünes Häkchensymbol für ja |                             |
| 2013 | Unconditionally           | Katy Perry     | Grünes Häkchensymbol für ja | Grünes Häkchensymbol für ja |
| 2016 | Under You                 | Nick Jonas     | Grünes Häkchensymbol für ja | Grünes Häkchensymbol für ja |
| 1998 | Until the Time Is Through | Five           | Grünes Häkchensymbol für ja | Grünes Häkchensymbol für ja |
| 2011 | Up n’ Down                | Britney Spears | Grünes Häkchensymbol für ja | Grünes Häkchensymbol für ja |

## V
| Jahr | Titel      | Interpret   | Autor                       | Produzent                   |
| ---- | ---------- | ----------- | --------------------------- | --------------------------- |
| 2012 | Va Va Voom | Nicki Minaj | Grünes Häkchensymbol für ja |                             |
| 2013 | Vacation   | G. R. L.    | Grünes Häkchensymbol für ja | Grünes Häkchensymbol für ja |

## W
| Jahr | Titel                                   | Interpret                        | Autor                       | Produzent                   |
| ---- | --------------------------------------- | -------------------------------- | --------------------------- | --------------------------- |
| 2012 | Walk Away                               | Eagle-Eye Cherry                 | Grünes Häkchensymbol für ja |                             |
| 2013 | Walking on Air                          | Katy Perry                       | Grünes Häkchensymbol für ja | Grünes Häkchensymbol für ja |
| 2012 | Warrior                                 | Ke$ha                            | Grünes Häkchensymbol für ja |                             |
| 2012 | We Are Never Ever Getting Back Together | Taylor Swift                     | Grünes Häkchensymbol für ja | Grünes Häkchensymbol für ja |
| 2018 | We Are…                                 | Noah Cyrus feat. MØ              | Grünes Häkchensymbol für ja | Grünes Häkchensymbol für ja |
| 1996 | We Gotta Go                             | E-Type                           |                             | Grünes Häkchensymbol für ja |
| 1995 | We’ve Got It Goin’ On                   | Backstreet Boys                  | Grünes Häkchensymbol für ja | Grünes Häkchensymbol für ja |
| 2011 | What the Hell                           | Avril Lavigne                    | Grünes Häkchensymbol für ja | Grünes Häkchensymbol für ja |
| 2016 | What U Workin’ With?                    | Gwen Stefani & Justin Timberlake | Grünes Häkchensymbol für ja | Grünes Häkchensymbol für ja |
| 2009 | Whataya Want from Me                    | Adam Lambert                     | Grünes Häkchensymbol für ja | Grünes Häkchensymbol für ja |
| 2010 | Whataya Want from Me                    | P!nk                             | Grünes Häkchensymbol für ja | Grünes Häkchensymbol für ja |
| 2017 | Whatever You Want                       | P!nk                             | Grünes Häkchensymbol für ja | Grünes Häkchensymbol für ja |
| 2009 | When You Are Near                       | Carolina Liar                    |                             | Grünes Häkchensymbol für ja |
| 2000 | When You’re Looking Like That           | Westlife                         | Grünes Häkchensymbol für ja |                             |
| 2000 | Where Are You Now                       | Britney Spears                   | Grünes Häkchensymbol für ja | Grünes Häkchensymbol für ja |
| 2012 | Wherever You Are                        | Ke$ha                            | Grünes Häkchensymbol für ja |                             |
| 2000 | Whisper Your Name (The Only One)        | Human Nature                     | Grünes Häkchensymbol für ja |                             |
| 2006 | Who Knew                                | P!nk                             | Grünes Häkchensymbol für ja | Grünes Häkchensymbol für ja |
| 2012 | Wide Awake                              | Katy Perry                       | Grünes Häkchensymbol für ja |                             |
| 2012 | Wide Awake                              | Samantha Jade                    | Grünes Häkchensymbol für ja |                             |
| 2014 | Wild Wild Love                          | Pitbull feat. G*R*L              | Grünes Häkchensymbol für ja | Grünes Häkchensymbol für ja |
| 2014 | Wildest Dreams                          | Taylor Swift                     | Grünes Häkchensymbol für ja | Grünes Häkchensymbol für ja |
| 2015 | Wildest Dreams                          | Ryan Adams                       | Grünes Häkchensymbol für ja |                             |
| 1995 | Wish You Were Here                      | Rednex                           |                             | Grünes Häkchensymbol für ja |
| 2011 | Wish You Were Here                      | Avril Lavigne                    | Grünes Häkchensymbol für ja | Grünes Häkchensymbol für ja |
| 2011 | With Ur Love                            | Cher Lloyd feat. Mike Posner     | Grünes Häkchensymbol für ja |                             |
| 2012 | With Ur Love                            | Cher Lloyd                       | Grünes Häkchensymbol für ja |                             |
| 2017 | Witness                                 | Katy Perry                       | Grünes Häkchensymbol für ja | Grünes Häkchensymbol für ja |
| 2014 | Wonderland                              | Taylor Swift                     | Grünes Häkchensymbol für ja | Grünes Häkchensymbol für ja |
| 2016 | World of Our Own                        | Resaid                           | Grünes Häkchensymbol für ja |                             |

## Y
| Jahr | Titel            | Interpret          | Autor                       | Produzent                   |
| ---- | ---------------- | ------------------ | --------------------------- | --------------------------- |
| 2024 | Yes, And?        | Ariana Grande      | Grünes Häkchensymbol für ja | Grünes Häkchensymbol für ja |
| 1996 | You Know         | E-Type             |                             | Grünes Häkchensymbol für ja |
| 2000 | You Make Me Feel | Westlife           | Grünes Häkchensymbol für ja |                             |
| 2012 | Your Body        | Christina Aguilera | Grünes Häkchensymbol für ja | Grünes Häkchensymbol für ja |